# Bath & Body Works

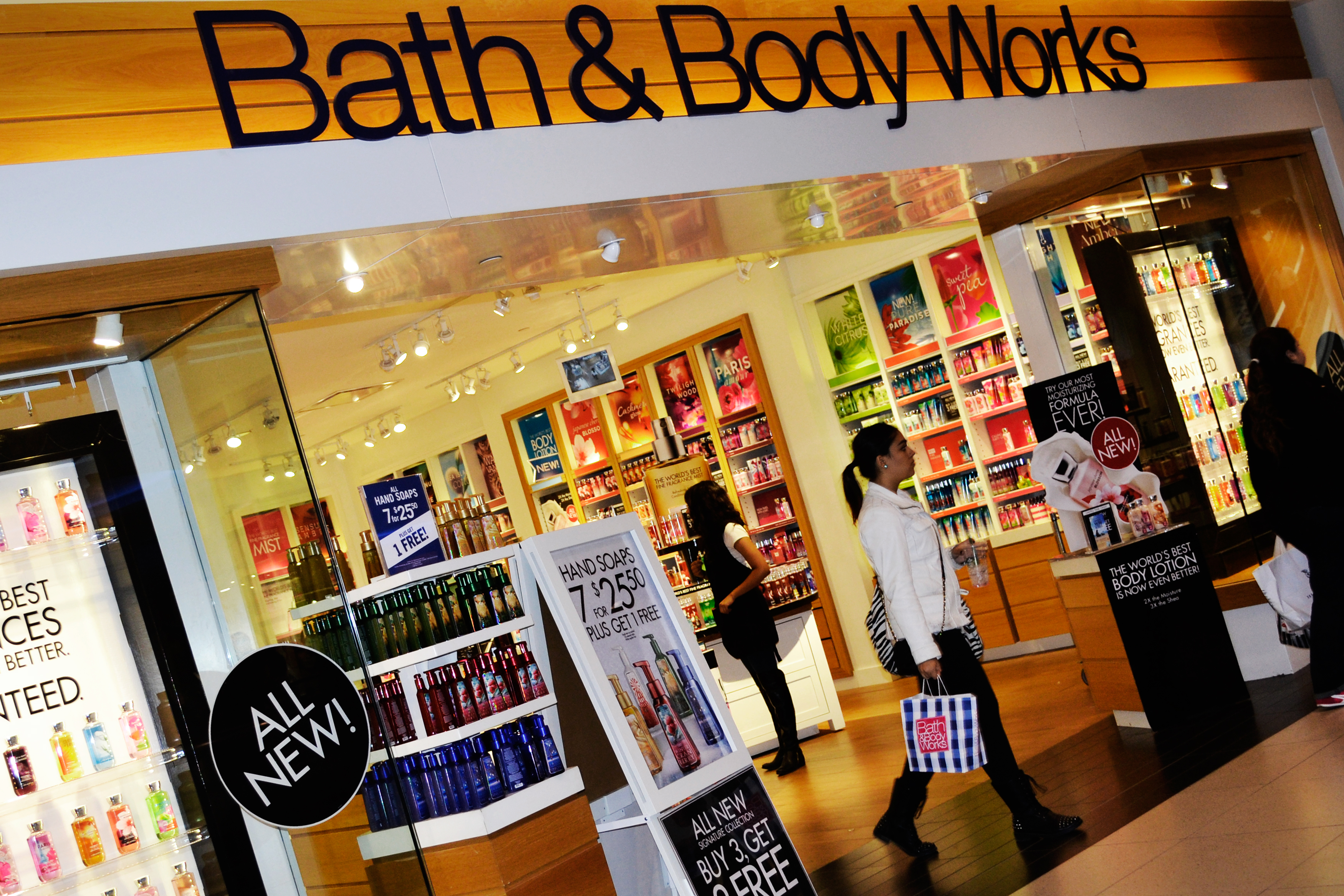
Magasin Bath and Body Works à Toronto

Bath & Body Works est une chaîne américaine de produits de beauté et d’articles pour la maison (bougies, chandelles, etc.) appartenant au groupe Limited Brands, qui possède également Victoria's Secret. 
La chaîne fondée en 1990 est présente au Canada depuis l’acquisition de la chaîne québécoise de lingerie La Senza par le groupe. La chaîne a ouvert en 2010 le premier magasin hors Amérique, à Dubaï et prévoit en ouvrir un autre au Koweït. Son principal concurrent est la britannique The Body Shop, mais joue dur avec d'autres chaînes au Canada comme Fruits & Passions, Dans un Jardin ou Yves Rocher ayant tous le même concept. La filiale canadienne de la marque internationale de produits cosmétiques a annoncé en mars 2024 qu'elle débuterait la liquidation d'environ un tiers de ses 105 magasins.